# El Monte, Pénjamo
El Monte är en ort i Mexiko.   Den ligger i kommunen Pénjamo och delstaten Guanajuato, i den centrala delen av landet, 300 km väster om huvudstaden Mexico City. El Monte ligger 1 682 meter över havet och antalet invånare är 197.
Terrängen runt El Monte är platt åt sydväst, men åt nordost är den kuperad. Runt El Monte är det ganska tätbefolkat, med 104 invånare per kvadratkilometer. Närmaste större samhälle är La Piedad Cavadas, 11,9 km sydväst om El Monte. Omgivningarna runt El Monte är en mosaik av jordbruksmark och naturlig växtlighet.